# 中心分子區
中心分子區（英語：Central Molecular Zone，CMZ）是銀河系的一個區域，在這個複合巨分子雲中富含約6,000萬太陽質量（M☉）的氣體。它位於人馬座，經度在銀河的經度介於1.7°和 -0.7°之間，緯度在 -0.2°和+0.2°之間，橫跨銀河系的中心。  
CMZ在氣體密度、溫度和湍流方面與銀河系的其它大體積有很大不同。它的分子氣體密度比星系盤大幾個數量級。它的氣體溫度通常在50至100 K之間，但特別是在銀河中心附近，可以高達400至600 K。CMZ內譜線寬度的採樣在15至50 km/s的範圍內，而星系盤中的巨分子雲的採樣速度為1至10 km/s。此外，與銀盤相比，CMZ產生的宇宙射線通量更高，還發射出大量的紫外線和X射線輻射。
CMZ是不對稱的直徑從大約1600光年到1900光年不等。其最高氣體表面密度位於銀河系動力中心以東正緯度和速度處。對CMZ質量分佈的估計表明，它在正銀河緯度的質量是其負緯度的三倍。除了其內部不對稱性外，CMZ的軌道平面可能相對於整個銀河系平面傾斜約5°。
CMZ包含各種超新星遺跡和發射星雲。氣體濃度較高的區域被命名為人馬座D HII、人馬座D SNR、SNR 0.9+0.1、人馬座B1、人馬座B2、SNR 0.3+0.0、人馬座A、SNR 359.1-00.5、 SNR 359.0-00.9、人馬座C、人馬座E，還有被稱為老鼠、蛇和手杖的線狀特徵。在該區域發現的分子包括一氧化碳、甲醇、異氰酸、氰化氫和一氧化矽。直徑約為0.1至0.65光年的冷塵埃濃度數量至少有數百個，它們可能是未來恆星系統的祖先核心。